# Історія доменного виробництва у Люксембурзі
Історія доменного виробництва у Люксембурзі — складова частина історії чорної металургії Люксембургу. Бере початок з 15 або 16 століття. Завершилася 1997 року з видувкою (зупинкою) останньої діючої доменної печі країни — на металургійному заводі у місті Еш-сюр-Альзетт.
Характерною особливісттю доменного виробництва Люксембургу у 20 столітті було те, що, будучи малою країною, він на початку століття досягав 6 місця у світі за виробництвом чавуну і протягом багатьох десятиліть займав перше місце у світі за виробництвом чавуну і сталі на душу населення.

## До появи доменного виробництва
На території сучасного Люксембургу виробництво і обробка заліза існували ще за часів кельтів. Про це свідчать археологічні знахідки на півдні країни — між містами Еш-сюр-Альзет і Рюмеланж. Виробництво заліза здійснювалося сиродутним способом у сиродутних горнах. У 2003—2005 роках на півдні країни, біля міста Пепанж було знайдено і досліджено залишки металургійного підприємства, яке існувало там у 13 або 14 столітті.

## Перші доменні печі
За одними даними, перша доменна піч на території Люксембурга була побудована 1564 року за участі Вільгельма І Оранського на півночі сучасного Люксембурга біля замку Віанден. [джерело?] За іншими даними, перша доменна піч на території Люксембургу була побудована приблизно 1625 року на території сучасного села Ласаваж.

## 19 століття
На доменних печах використовувалася енергія водяного колеса. Пізніше для приведення в дію повітродувок почали використовувати парові машини. Перші парові машини, що з'явилися у Люксембургзі, були частиною обладнання для доменних печей і були виробництва бельгійської компанії «Кокерілль».
У 1841—1842 роках у Люксембурзі діяло 11 доменних печей, що працювали на деревному вугіллі і загальна продуктивність яких становила 7300 т чавуну на рік. Доменні печі працювали у 8 селах.
| Розташування | Кількість доменних печей | Річне виробництво, т |
| Бербург      | 1                        | 700                  |
| Ламадлен     | 2                        | 900                  |
| Біссен       | 2                        | 1400                 |
| Кольмар-Берг | 1                        | 700                  |
| Фішбах       | 2                        | 1500                 |
| Грундхоф     | 1                        | 700                  |
| Ансембург    | 1                        | 700                  |
| Думельденж   | 1                        | 700                  |

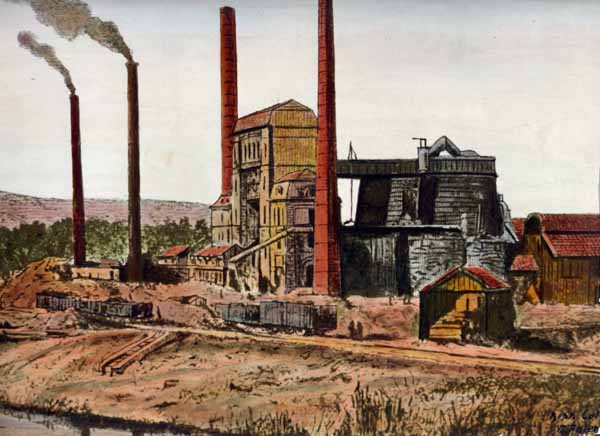
Доменні печі заводу «Metze Schmelz» у Еш-сюр-Альзет 1870 року.

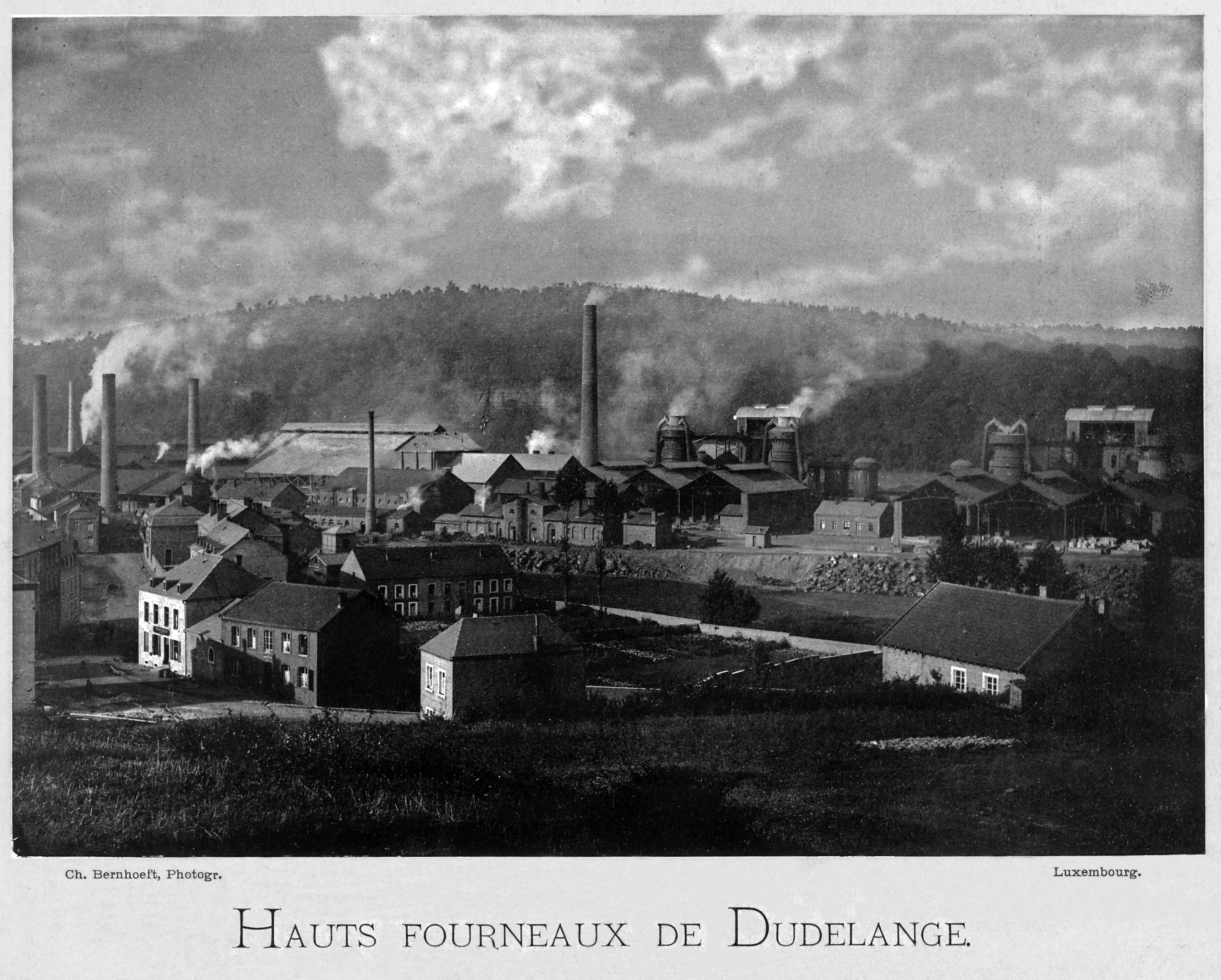
Металургійний завод у місті Дюделанж і його доменні печі. Фото Шарль Бернгоефт. 1891 рік.

1869 року було розпочато розробку залізних руд у Фонд-де-Грас на південному заході країни. У цьому регіоні почали будувати доменні печі. Тут у місті Еш побудував свій металургійний завод, зокрема, люксембурзький підприємиць Норберт Метц (Norbert Metz).
Більша частина коксу для доменних печей Люксембурга наприкінці 19 століття імпортувалася з Німеччини. При цьому більша частина чавуну (і сталі), вироблених тут, вивозилася у Рурський регіон Німеччини для подальшої переробки. З кінця 19 століття до початку Першої світової війни металургія Люксембурга цілком залежала від німецького капіталу.

## 20 століття

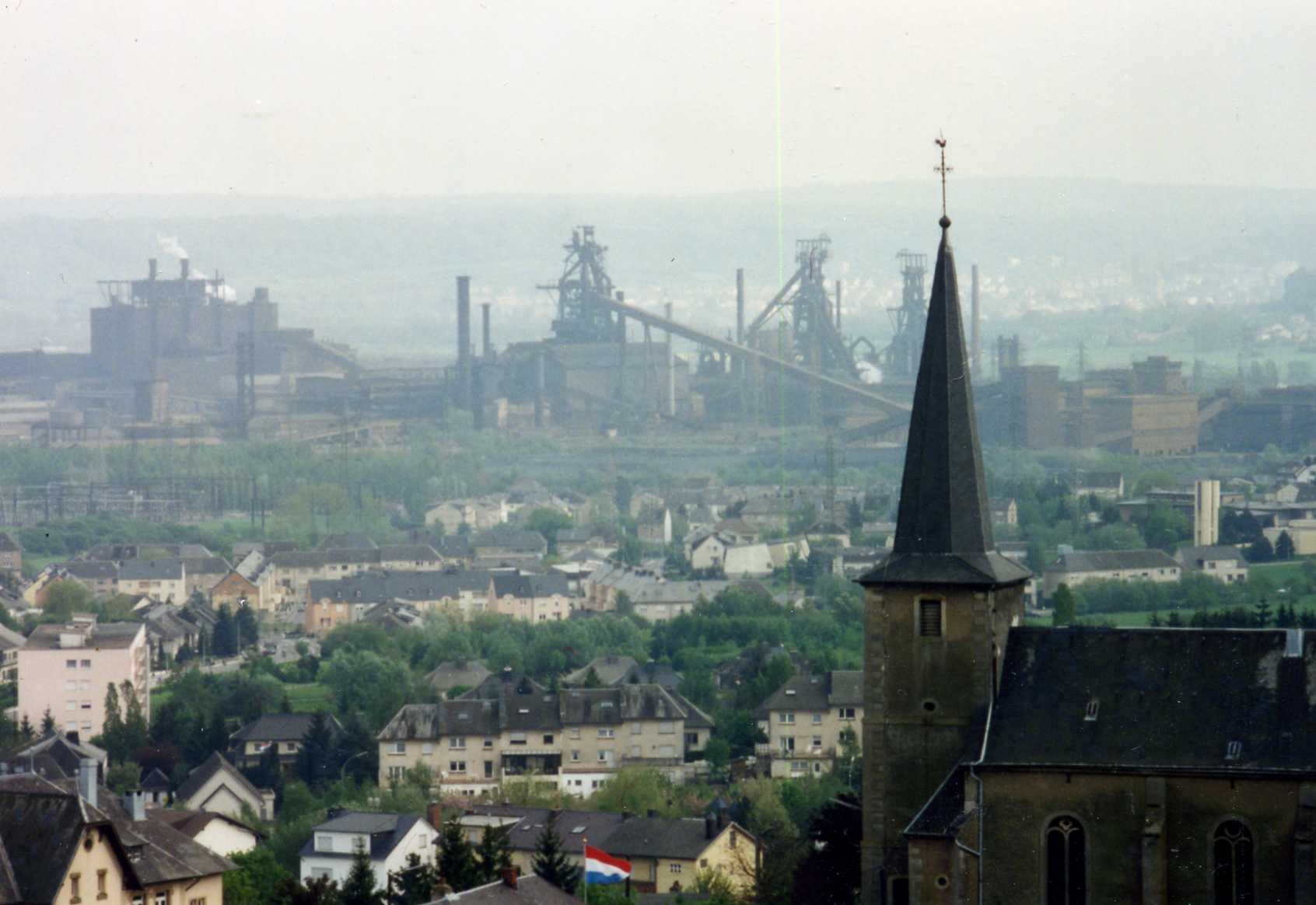
Доменні печі металургійного заводу у Еш-сюр-Альзет. 1995 рік.

На початку 20 століття за рахунок німецького капіталу у місті Еш було побудовано перший в країні металургійний завод з повним виробничим циклом — з доменним, сталеплавильним і прокатним виробництвом. 1913 року з виробництвом 2548 тис. т чавуну Люксембург посідав 6 місце у світі за цим показником — після США, Німеччини, Великої Британії, Франції та Російської імперії.
У 1929 році у Люксембургу працювало в середньому 38 доменних печей. Характерно, що протягом 1872—1928 років частка Люксембургу у світовому виробництві доменного чавуну зростала — у 1872 році — 1,3 %, у 1885 році — 2,1 %, у 1900 — 2,4 %, у 1913 році — 3,2 %, у 1928 році — 3,1 %.
| Рік                 | 1913 | 1929 | 1937 | 1950 | 1956 | 1960 | 1980 | 1985 | 1990 | 1995 | 1997 |
| ------------------- | ---- | ---- | ---- | ---- | ---- | ---- | ---- | ---- | ---- | ---- | ---- |
| Виробництво, тис. т | 2548 | 2906 | 2512 | 2499 | 3316 | 3726 | 3568 | 2754 | 2645 | 1028 | 438  |

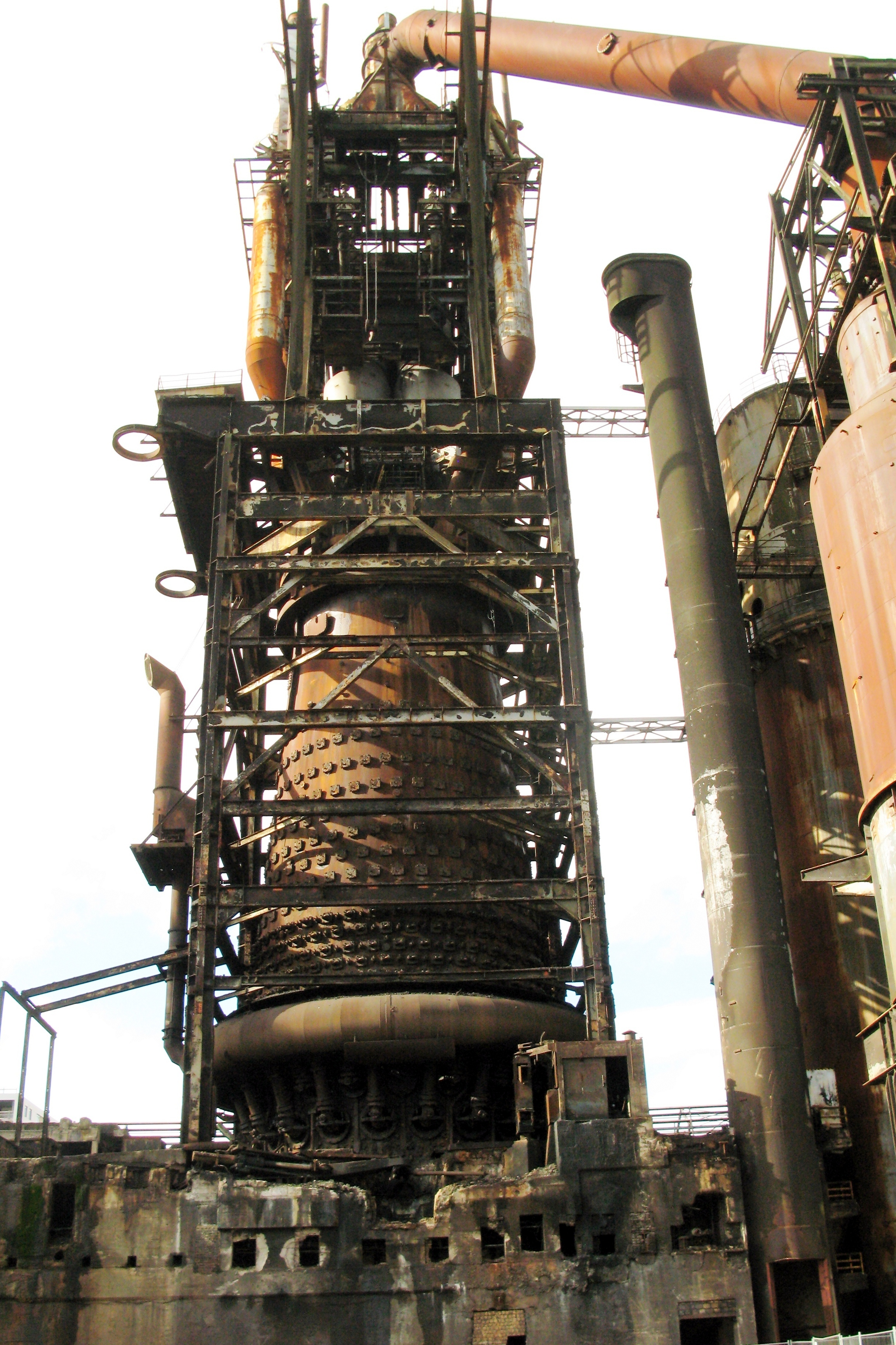
Доменна піч «B» металургійного заводу у місті Еш-сюр-Альзет. Остання виведена з експлуатації доменна піч Люксембурга. Побудована 1969 року. Зупинена 1997 року.

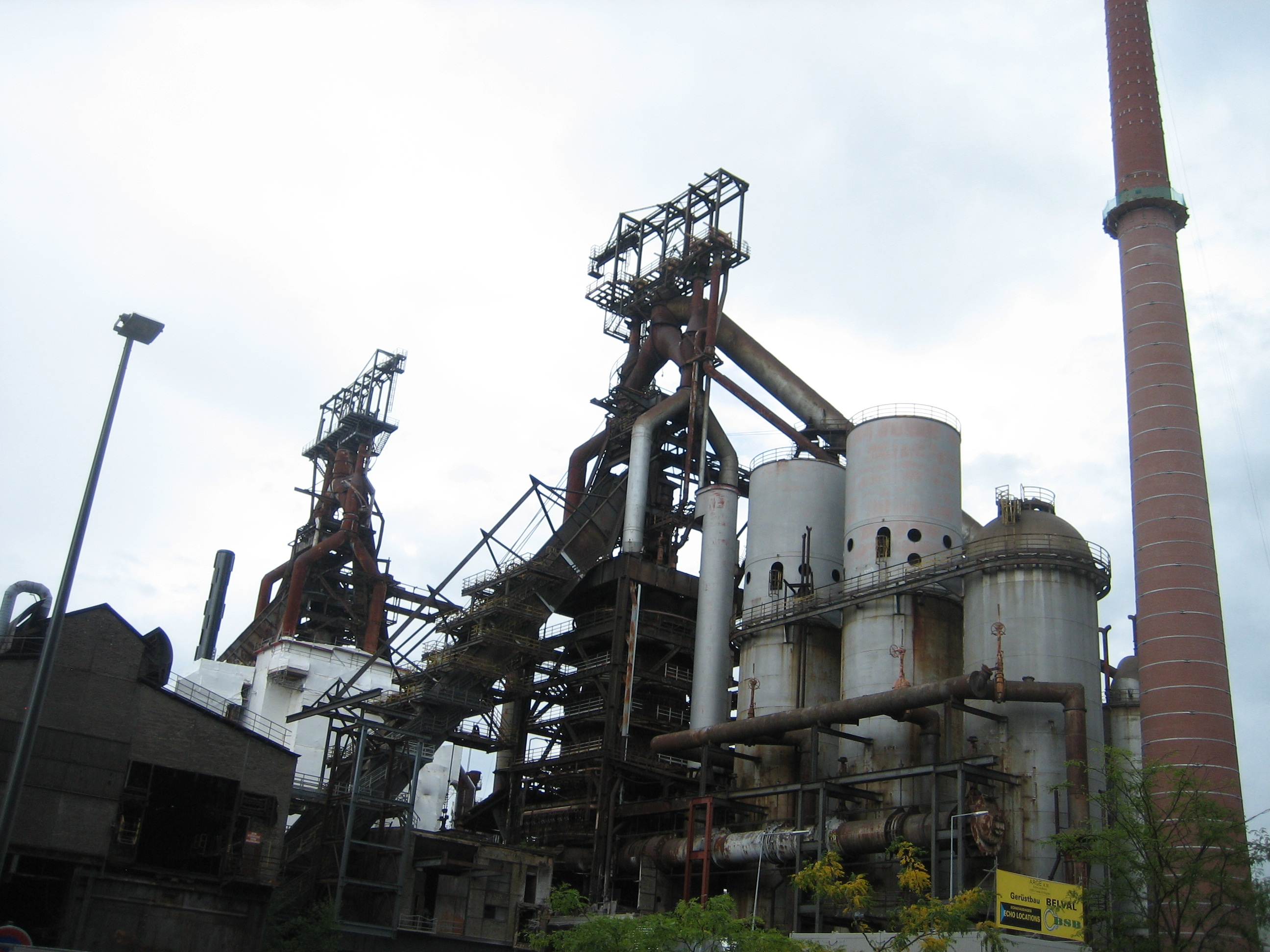
Доменні печі металургійного заводу у місті Еш-сюр-Альзет, виведені з експлуатації 1997 року.

Останню доменну піч у Люксембурзі було зупинено у червні (за іншими даними — у серпні) 1997 року на заводі у місті Еш-сюр-Альзет. На заводі до закриття доменного цеху працювало 3 доменних печі. Після зупинки доменних печей, одна з них була демонтована і вивезена у Китай для монтажу. Дві інших доменних печі були залишені і перетворені на пам'ятки промисловості країни, які можуть відвідати всі бажаючі.
Після припинення роботи доменних печей в Люксембургу, в країні продовжує діяльність відома у галузі фірма Paul Wurth, що виробляє обладнання для доменних печей і експортує його у різні країни Європи і світу.